# Bulbul Tarang

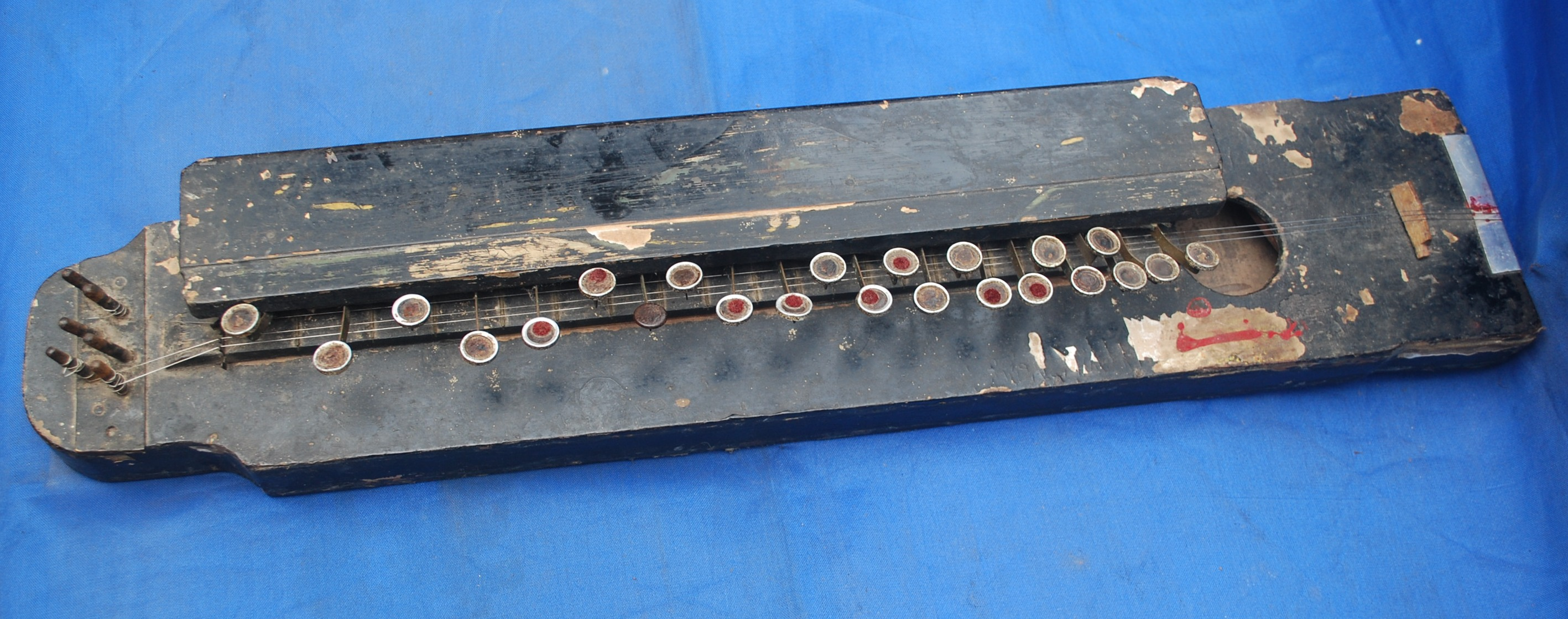
Bulbul tarang

El bulbul tarang (ondas de ruiseñores) es un instrumento de cuerda pulsada usado en la India y Pakistán, basado en el instrumento japonés taishōgoto, que probablemente llegó al sur de Asia en la década de 1930.
El instrumento emplea dos conjuntos de cuerdas, un juego para el drone  y uno para la melodía. Las cuerdas se extienden sobre un diapasón, mientras que por encima se encuentran teclas que son parecidas a las de máquina de escribir, que cuando son presionadas acortan las cuerdas para elevar su tono.